# Stén
Stén (Sthène, značka sn) je starou jednotkou síly ze soustavy M.T.S. Byla (stejně jako celá soustava) ustanovena ve Francii, ale prakticky byla používána pouze v Sovětském svazu v letech 1933–1955.
1 stén je definován jako síla, která je potřebná k urychlení tělesa o hmotnosti jedné tuny na rychlost 1 m/s, během 1 sekundy. (Tj.1 stén je síla, která udílí hmotnosti 1 tuna zrychlení 1 metr za sekundu na druhou).

## Přepočet
- 1 sn = 1000 N = 1 kN
- 1 N = 0,001 sn